# ملتان چهاونی
ملتان چهاونی (به انگلیسی: Multan Cantt) یک منطقهٔ مسکونی در پاکستان است.